# 고질라 16 - 메가고질라 대 고질라
고질라 16 - 메가고질라 대 고질라(Mekagojira no gyakushu, Terror of Mechagodzilla)는 일본에서 제작된 혼다 이시로 감독의 1975년 액션, 모험, 드라마 영화이다. 사사키 카츠히코 등이 주연으로 출연하였다.

## 출연

### 주연
- 사사키 카츠히코
- 아이 토모코
- 히라타 아키히코

### 조연
- 우치다 카츠마사
- 무츠미 고로
- 사하라 켄지
- 마리 토모에
- 로폰기 신
- 타다오 나카마루
- 토미타 코타로
- 사와무라 이키오
- 스즈키 카즈오
- 키리시나 요시오
- 카와이 토루
- 모리 이세
- 니미아모토 카츠미
- 이부키 토루
- 오가와 야스조
- 스즈키 하루오
- 카도와키 사부로
- 카토 시게오
- 호소이 토시오
- 다이몬 마사아키

## 제작진
- 미술: 혼다 요시후미